# غايا فايس
غايا فايس (بالفرنسية: Gaia Weiss)‏ (مواليد 30 أغسطس 1991) عارضة أزياء وممثلة فرنسية، شاركة في عدد من الأفلام منها تجسيدها شخصية «ماري فليمنغ» في فيلم ماري ملكة اسكتلندا (2013), وفيلم أسطورة هرقل في دور «هيبي» (2014)، كما لها مشاركة في المسلسل التلفزيوني الفايكنج في دور «بورون» (2014).

## نشأتها
ولد غايا فايس لعائلة فرنسية بولندية. في سن الثالثة أخذت دروس الباليه وأصبحت راقص الباليه بارعة. حضرت فايس كورس فلورنت وأكاديمية لندن للموسيقى والفنون المسرحية وبدأ العمل في عام 1999.

## روابط خارجية
- غايا فايس على موقع IMDb (الإنجليزية)
- غايا فايس على موقع ألو سيني (الفرنسية)
- غايا فايس على موقع أول موفي (الإنجليزية)
- غايا فايس على موقع قاعدة بيانات الأفلام السويدية (السويدية)
- غايا فايس على موقع قاعدة بيانات الفيلم (الإنجليزية)
- غايا فايس على موقع كينوبويسك (الروسية)
- غايا فايس على موقع دليل عارضات الأزياء (الإنجليزية)